# Noqui
Noqui è una municipalità dell'Angola appartenente alla provincia dello Zaire. Ha 32.657 abitanti (stima del 2006).
Il capoluogo è Noqui.